# ديفيد شويرتزر
ديفيد شويرتزر (بالعبرية: דוד שווייצר‏) هو لاعب كرة قدم ومدرب كرة قدم إسرائيلي، ولد في 18 يوليو 1925 في تل أبيب في إسرائيل، وتوفي في 17 أغسطس 1997. شارك مع منتخب إسرائيل لكرة القدم. أما مع النوادي، فقد لعب مع نادي هبوعيل تل أبيب وهبوعيل حيفا.

## وصلات خارجية
- ديفيد شويرتزر على موقع قاعدة بيانات كرة القدم.إي يو (الإنجليزية)
- ديفيد شويرتزر على موقع ناشيونال فوتبول تيمز (الإنجليزية)
- ديفيد شويرتزر على موقع عالم كرة القدم.نت (الإنجليزية)
- ديفيد شويرتزر على موقع أوليمبيديا (الإنجليزية)